# Mikołaj Krzysztof Radziwiłł

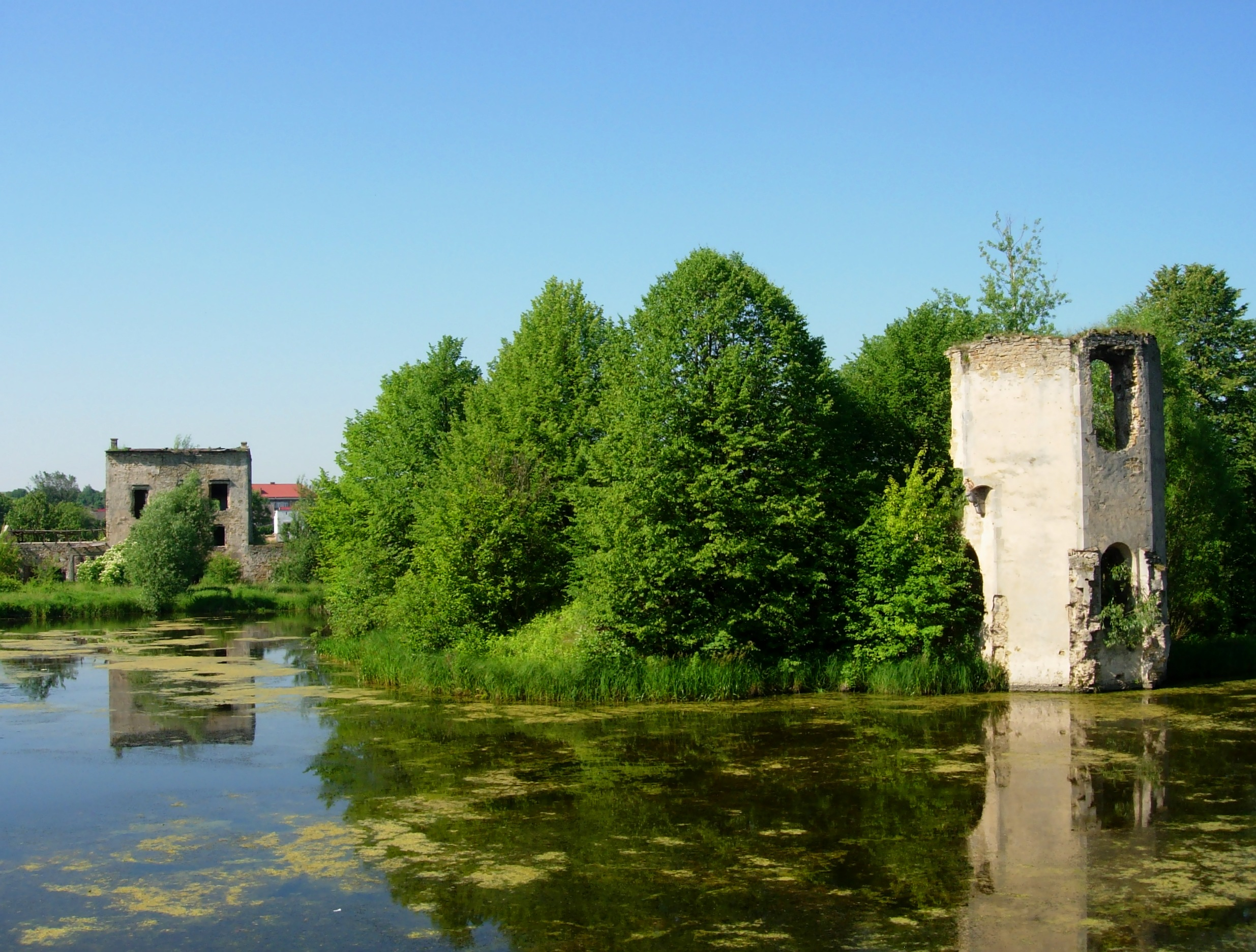
Zamek w Ćmielowie – miejsce urodzenia magnata

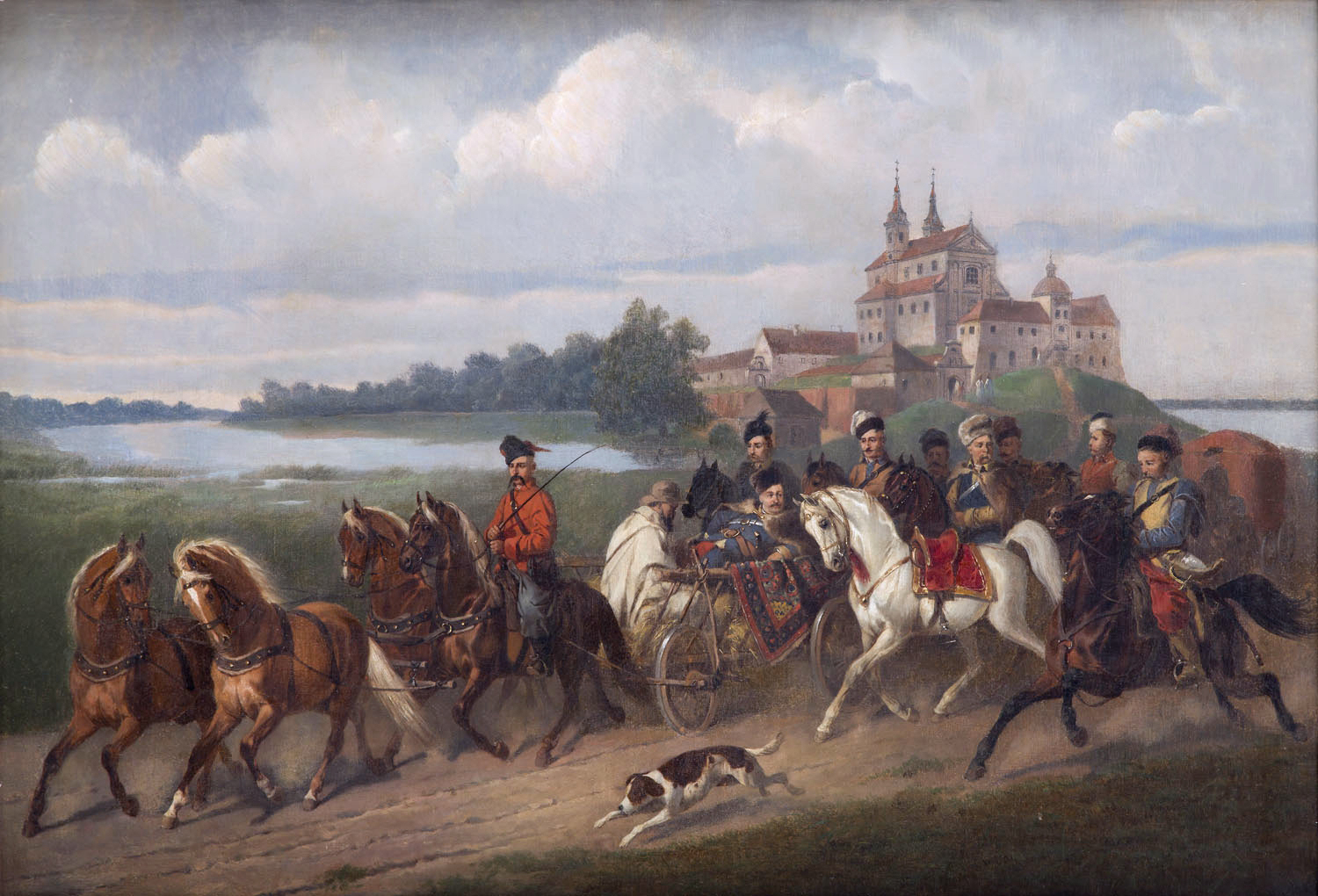
Wyjazd księcia wojewody z Nieświeża (obraz XIX-wieczny)

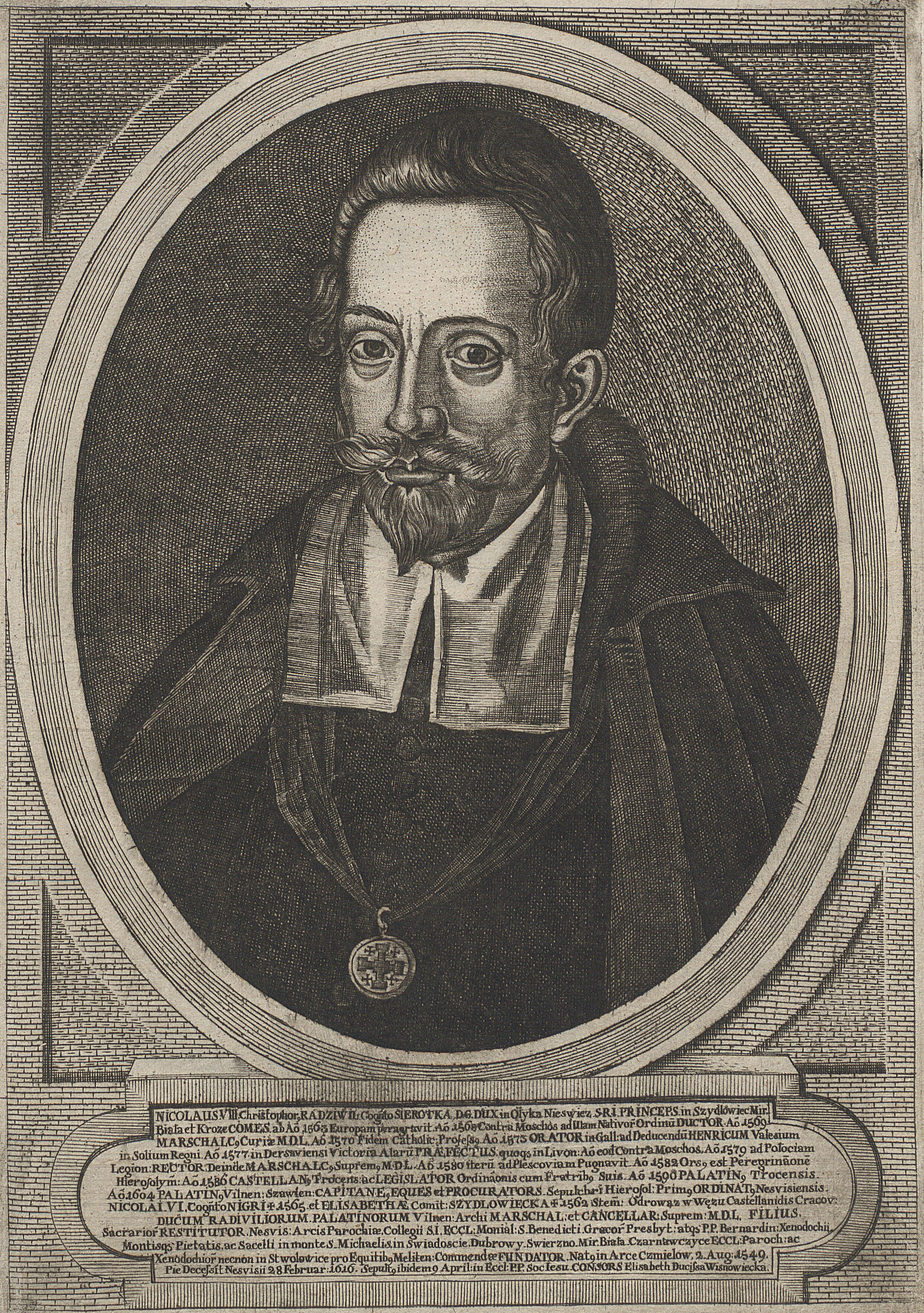
XVII-wieczna rycina portretowa z widocznym medalem pielgrzymkowym z wizerunkiem krzyża jerozolimskiego

Mikołaj Krzysztof Radziwiłł książę herbu Trąby, zwany Sierotką (ur. 2 sierpnia 1549 w Ćmielowie, zm. 28 lutego 1616 w Nieświeżu) – wojewoda wileński od 1604, wojewoda trocki od 1590, kasztelan trocki od 1586, marszałek wielki litewski w latach 1579–1586, marszałek nadworny litewski od 1569, starosta szawelski, dyrektor trockiego sejmiku przedsejmowego 1594 i 1598 roku, pamiętnikarz.

## Przydomek
Według legendy król Zygmunt August, podczas przechadzki, zauważył płaczące niemowlę – Mikołaja Krzysztofa – i nazwał je „Sierotką”.

## Życiorys
Był synem Mikołaja Krzysztofa Radziwiłła Czarnego i Elżbiety z Szydłowieckich, córki Krzysztofa. Wychowany w kalwinizmie na przyszłą podporę reformacji, po śmierci ojca i na skutek pobytu w Rzymie oraz osobistego zetknięcia z Commendonem, Hozjuszem i Skargą przeszedł w 1567 z kalwinizmu na katolicyzm, po czym otwierał zamknięte przez jego ojca kościoły, m.in. w Szydłowcu. Zwalczając rozwój protestantyzmu wykupił egzemplarze Biblii brzeskiej, po czym uroczyście zostały one spalone na wileńskim rynku. Gorliwy katolik, popierał antyturecką politykę papiestwa i konsekwentnie wspierał Habsburgów w staraniach o tron Polski. Po wyborze króla prezentował postawę legalistyczną, wspierając wszystkich czterech królów Polski, z którymi się zetknął.
W 1567 roku wraz z królem Zygmuntem Augustem brał udział w wyprawie pod Radoszkowicze, a w 1568 roku walczył nad Ułłą. W nagrodę w 1569 roku został marszałkiem nadwornym litewskim. W tym samym roku podpisał unię lubelską. Od tego czasu towarzyszył królowi i był przy jego śmierci w Knyszynie w 1572 roku. Był uczestnikiem zjazdu w Knyszynie 31 sierpnia 1572 roku. W 1573 roku brał udział w poselstwie po Henryka Walezego do Paryża. Podczas elekcji 1575 roku poparł kandydaturę Habsburga do tronu polskiego, jednak uznał wybór Batorego. W 1577 roku po ślubie siostry Krystyny z kanclerzem Janem Zamoyskim został jedną z ważniejszych postaci frakcji królewskiej. Brał udział w bitwie pod Tczewem w czasie wojny króla z Gdańskiem i wyprawach moskiewskich Stefana Batorego, nad Dźwiną w 1577, Połockiem w 1579, Pskowem w 1581.
W latach 1582–1584 odbył podróż do Ziemi Świętej. Latem 1583 r. dotarł do Egiptu, gdzie wspiął się na piramidę Cheopsa. Po pielgrzymce, w roku 1585 częściowo przebudował wnętrza zamku w Szydłowcu. W 1587 roku podpisał elekcję Maksymiliana III Habsburga. W 1590 roku został wojewodą trockim. Popierał Zygmunta III Wazę w staraniach o unię kościelną. W 1604 roku otrzymał najważniejszy w Wielkim Księstwie Litewskim tytuł wojewody wileńskiego. Dostarczył królowi posiłków przeciw rokoszowi Zebrzydowskiego i wziął udział w 1609 roku w bitwie pod Warką.
Zbudował zamek w Nieświeżu i ufortyfikował (wyposażył w słynne armaty) oraz zbudował dla jezuitów kościół Bożego Ciała w Nieświeżu (pierwszy barokowy kościół w Rzeczypospolitej), zakładał klasztory, budował drogi i szpitale, rozwijał szeroką działalność filantropijną, opiekował się ubogimi studentami. Był fundatorem kolegium jezuitów w Nieświeżu. Wykształcony, studiował zwłaszcza geografię i medycynę. Napisał dzieje swojej podróży, wydane w 1601, w przeróbce łacińskiej, a potem w tłumaczeniu polskim jako Peregrynacja abo pielgrzymowanie do Ziemi Świętej (1607).
Drukarnię w Nieświeżu podarował Akademii wileńskiej, współpracował w dziele unii Kościoła wschodniego z katolicyzmem. Był protektorem kartografii polskiej, wydając mapy Litwy opracowane niezależnie przez Tomasza Makowskiego i Macieja Strubicza.

## Twórczość
- Pamiętniki z pielgrzymki do Ziemi Św., powst. około 1595, oryginał polski wyd. na podstawie 4 odpisów: J. Czubek pt. „Peregrynacja do Ziemi Świętej (1582–1584)”, Archiwum do Dziejów Literatury i Oświaty w Polsce, t. 15 (1925); fragmenty przedr. W. Tomkiewicz „Pisarze polskiego Odrodzenia o sztuce”, Wrocław 1955, Teksty Źródłowe do Dziejów Teorii Sztuki, t. 4; całość oprac. L. Kukulski, Warszawa 1962; przeróbkę łac. polskiego oryginału wykonał Tomasz Treter pt. Hierosolymitana peregrinatio, Braniewo 1601, drukarnia J. Schöfels; wyd. następne: Antwerpia 1614; Taurini 1753; Cassoviae 1756; tekst łac. T. Tretera przeł. na jęz. polski: Andrzej Wargocki pt. Peregrynacja abo pielgrzymowanie do Ziemie Świętej Mikołaja Krzysztofa Radziwiłła, Kraków 1607, drukarnia S. Kempini; wyd. następne: Kraków 1611; Kraków 1617; Kraków 1628; Kraków 1683; Kraków 1745 (2 edycje); Wrocław 1847; fragm. według edycji 1628 przedr. Przyjaciel Ludu 1836 nr 12–16, 18–20; przekł. niemiecki pt. Juengst geschehene Hierosolimitanische Reise, Moguncja 1603; w zbiorze Reisbuch in das H. Land, Frankfurt 1609; przekł. rosyjski pt. Putieszestwije ko swiatym miestam i w Jegipiet, Petersburg 1787; pt. Pochożdienije w Ziemlu Swiatuju, wyd. P. A. Hiltebrandt, Petersburg 1879; rękopisy wymienia J. Czubek: Wstęp do wyd.: „Peregrynacja do Ziemi Świętej (1582–1584)”, s. XIII–XIV.

## Listy i materiały
- Listy z lat 1568–1614 do księcia Mantui, rękopisy w Archivio di Stato w Mantui (wiadomość podał E. Czapski, „Documents polonais dans les archives des Gonzagues à Mantoue”, Antemurale (Rzym), t. 3 (1956)).
- Listy do papieża i Sekretariatu Stanu z lat 1574–1609, rękopisy w Archiwum Watykańskim (wiadomość podał P. Savio, „De actis Nuntiaturae Poloniae quae partem Archivi Secretarius Status constituunt”, Watykan 1947, Studia Teologiczne XIII, s. 135–136.
- 42 listy z lat 1571–1615, przeważnie do Radziwiłłów, wyd. A. Sokołowski, Scriptores Rerum Polonicarum, t. 8 (1885).
- Listy do J. Zamoyskiego oraz do K. Radziwiłła z lat 1574–1587, wyd. J. Siemieński, w: Archiwum Jana Zamoyskiego, t. 2, Warszawa 1909; t. 3, Warszawa 1913; wyd. K. Lepszy, w: Archiwum Jana Zamoyskiego, t. 4, Kraków 1948.
- Fragmenty listów: do Krzysztofa Radziwiłła Pioruna, dat. z Klecka 17 września 1574; 1575; z Niechniewicz 9 listopada 1578; z Miru 18 listopada 1579; z Nieświeża 21 marca 1586; do Janusza Radziwiłła; ogł. H. M. (Merczyng:) Mikołaj Krzysztof Radziwiłł, „Przegląd Historyczny” 1911, t. 12.
- Do Jana Chodkiewicza, dat. z Kojdanowa 15 września 1578; do Krystyny ze Zborowskich Chodkiewiczowej, dat. z Płocka 14 września 1579; wyd. I. Polkowski, Sprawy wojenne króla Stefana Batorego. Dyjaryjusze, relacyje, listy i akta z lat 1576–1586, Kraków 1887, Acta Historica Res Gestas Poloniae Illustrantia, t. 11.
- Pojedyncze listy z lat 1582 i 1584 do A. Bolognettiego i papieża Grzegorza XIII, wyd. E. Kuntze i C. Nanke Monumenta Poloniae Vaticana, t. 5 (1923/1933); E. Kuntze Monumenta Poloniae Vaticana, t. 6 (1938) – t. 7 (1939/1948–1950).
- Do J. Zamoyskiego, dat. z Kowna 27 lipca 1584, ogł. W. Nehring, Listy Jana Zamoyskiego do Radziwiłłów od roku 1574 do 1602, „Kwartalnik Historyczny” 1890.
- Do Janusza Radziwiłła, dat. 10 lipca 1610, rękopis przed 1939 znajdował się w Bibliotece Narodowej, sygn. Pol. F. IV nr 185.
- Od królowej Anny Jagiellonki, dat. z Warszawy 24 września 1570, 7 października 1571; wyd. J. U. Niemcewicz Zbiór pamiętników historycznych o dawnej Polszcze, t. 2, Lipsk 1839.
- Listy od J. Zamoyskiego oraz S. Zamoyskiego z lat 1572–1584, wyd. J. Siemieński, w: Archiwum Jana Zamoyskiego, t. 2, Warszawa 1909; t. 3, Warszawa 1913.
- Listy od J. Zamoyskiego z lat 1574–1602, ogł. W. Nehring Listy Jana Zamoyskiego do Radziwiłłów od roku 1574 do 1602, „Kwartalnik Historyczny” 1890.
- Od Stefana Batorego, dat. z Zakroczymia 1 maja 1577, wyd. I. Polkowski „Sprawy wojenne króla Stefana Batorego. Dyjaryjusze, relacyje, listy i akta z lat 1576–1586”, Kraków 1887, Acta Historica Res Gestas Poloniae Illustrantia, t. 11.
- Od Ł. Górnickiego, dat. w Lipnikach: 28(?) lutego 1579, 21 października i 30 grudnia 1594, 27 stycznia 1595 (część); w Żuchowicach 9 października 1594; wyd. A. M. Kurpiel, Pięć listów..., Archiwum do Dziejów Literatury i Oświaty w Polsce, t. 10 (1904) i odb.
- Od kardynała Ptolemeusza Galiusza, dat. z Rzymu 23 maja 1579, wyd. T. Wierzbowski Uchańsciana, t. 2, Warszawa 1885.
- Pojedyncze listy od A. Bolognettiego, Grzegorza XIII z lat 1583–1584, wyd. E. Kuntze Monumenta Poloniae Vaticana, t. 6 (1938) – t. 7 (1939/1948–1950).
- 32 listy od Lwa, Mikołaja i Pawła Sapiehów oraz Jana Wieliczki z lat 1586–1606, wyd. A. Prochaska Archiwum Domu Sapiechów, t. 1, Lwów 1892.
- Od Ł. Górnickiego, dat. w Lipnikach: 2 marca i 17 października 1594, 27 stycznia 1595 (inna część listu wyd. przez A. M. Kurpiela), 28 października 1601; w Tykocinie 30 maja 1594; wyd. W.A. Maciejowski Piśmiennictwo polskie, t. 3 dod., Warszawa 1852, s. 159–169.
- List od kardynała Santoriego, dat. 12 grudnia 1595, ogł. A. Staerk, Kwartalnik Literacki, t. 1 (1910); z fotografii autografu).
- Admonitorium (instrukcja pedagogiczna dla synów) dat. z Nieświeża 14 lipca 1603, wyd. A. Sokołowski Scriptores Rerum Polonicarum, t. 8 (1885); także wyd. w: Z dokumentów księcia M.K. Radziwiłła zwanego Sierotką, Warszawa 1905 (tu dodatkowo 2 portrety Sierotki); także wyd. 2 Warszawa 1936.
- Testament, dat. z Nieświeża 21 marca 1612, wyd. A. Sokołowski Scriptores Rerum Polonicarum, t. 8 (1885); także wyd. w: Z dokumentów księcia M.K. Radziwiłła zwanego Sierotką, Warszawa 1905.
- 2 pisma senatorów do Andrzeja Wiśniowieckiego, wojewody bracławskiego, po ucieczce Henryka Walezego, dat. z Krakowa: 20 i 29 czerwca 1574, z podpisem M.K. Radziwiłła, ogł. L. Rzyszczewski Athenaeum 1846, t. 6, s. 71–78.
- Paszport turecki, udzielony M.K. Radziwiłłowi w 1583 przez sułtana Murada III na drogę powrotną z Jerozolimy do Polski przez Konstantynopol, oryginał: Archiwum Główne Akt Dawnych, Oddział Wilanów, Archiwum Radziwiłłowskie.
- Wiadomości o listach w zbiorach szwedzkich, zob.: E. Barwiński, L. Birkenmajer, J. Łoś, Sprawozdanie z poszukiwań w Szwecji, Kraków 1914.